# Euxoa capsensis
Euxoa capsensis är en fjärilsart som beskrevs av Pierre Chrétien 1911. Euxoa capsensis ingår i släktet Euxoa och familjen nattflyn. Inga underarter finns listade i Catalogue of Life.